# Mira (cantão)
Mira é um cantão do Equador localizado na província de Carchi.
A capital do cantão é a cidade de Mira.